# Good Karma
Good Karma è il decimo ed ultimo album in studio del duo pop svedese Roxette, pubblicato il 3 giugno 2016.

## Descrizione
Good Karma è il primo ad essere pubblicato dalla Warner Bros. Records.

### Produzione
Riguardo all'album Good Karma Per Gessle ha dichiarato: "Per questo disco abbiamo voluto combinare il sound classico dei Roxette, con una produzione completamente rinnovata e moderna, ci sarà il nostro sound indistinguibile, unito a qualcosa di completamente nuovo".
Per la prima volta Per Gessle si avvale di nuovi collaboratori, Andreas Broberger e Hannes Lindgreen, per musicare i nuovi brani "Good Karma", "You Make It Sounds So Simple" e "20 Bpm", mentre Mats Persson, storico collaboratore, è presente nel brano "You Can Do This To Me Anymore".
I brani "You Make It Sounds So Simple", "20 Bpm" e "You Can Do This To Me Anymore" sono stati prodotti da Addeboy & Cliff, mentre "From A Distance" è stato coprodotto, tra Christoffer Lundquist e Per Gessle, con la Roxette Recordings.
Some Other Summer, nella sua versione ufficiale, è stato dato in prestito, verso la fine del 2015, al DJ Sebastien Drums, che lo pubblicò come remix, estrapolando le parti vocali del brano originale, per adattarle su una base dance.
"April Clouds", cantato da Marie Fredriksson, non è altro che una versione alternativa, riarrangiata sia nella musica che nel testo, del brano "Wish You The Best", pubblicato in The World According to Gessle, album solista di Per Gessle del 1997.

### Copertina
La farfalla sulla copertina del disco indica una X, ossia il 10 in numeri romani, indicando quindi che Good Karma è il decimo album.

## Promozione
L'8 Aprile esce il singolo It Just Happens, una power ballad che anticipa l'uscita del nuovo album. Il brano It Just Happens è stato pubblicato esclusivamente in digitale, sia come unica traccia, disponibile anche nell'anteprima della tracklist dell'album in uscita Good Karma. Sul canale ufficiale You Tube del gruppo viene pubblicato anche una clip video della canzone che mostra principalmente le parole del brano. Il video ufficiale di It Just Happens è stato pubblicato invece qualche settimana dopo.
L'album Good Karma viene pubblicato qualche mese dopo l'uscita del primo singolo, il 3 giugno 2016.
Some Other Summer è il secondo singolo estratto dall'album Good Karma e pubblicato il 24 giugno 2016, anche in un CD singolo con altri 4 remix. Sul canale ufficiale You Tube del gruppo, come per il brano It Just Happens, è stato creato un video animato della canzone con le parole del brano che si mostrano in successione.
Il terzo singolo estratto, realizzato sia in digitale che su CD è: "Why Don't You Bring Me Flowers" in una nuova versione remixata da Addeboy & Cliff, ne viene realizzato anche un videoclip, composto da un collage di brevi filmati inviati dai fan ai Roxette, in seguito ad un invito sul sito del gruppo.

### RoXXXette 30th Anniversary Tour
Inizialmente il duo svedese avrebbe dovuto supportare l'uscita dell'album Good Karma con la terza ed ultima tappa del RoXXXette 30th Anniversary Tour, che sarebbe iniziato il 3 giugno 2016, ma il tour che sarebbe durato almeno tutto il periodo estivo, viene cancellato a causa dei problemi di salute della cantante Marie Fredriksson, la quale viene avvisata dai suoi medici di non fare mai più tour. La notizia è stata data ufficialmente nel 2016, durante il mese di aprile.
Marie così dichiara tristemente il suo addio dai palchi lasciando un messaggio sulla sua pagina personale di Facebook, nella quale manda i suoi più sentiti ringraziamenti ai suoi fans, per averla seguita durante i vari tour e dicendo semplicemente che non è abbastanza forte per continuare a fare la vita da tour, ma che comunque lei e Per guarderanno avanti all'uscita del nuovo album, che secondo lei è il più bello mai realizzato, Per inoltre dichiara che il messaggio che vogliono lanciare con questo disco è tutt'altro che negativo.

## Tracce
1. Why Don'tcha? – 2:45
2. It Just Happens – 3:46
3. Good Karma – 3:19
4. This One – 3:11
5. You Make It Sound So Simple – 3:42
6. From a Distance – 3:30
7. Some Other Summer – 3:08
8. Why Don't You Bring Me Flowers? – 3:32
9. You Can't Do This to Me Anymore – 3:50
10. 20 bpm – 3:48
11. April Clouds – 3:39